# قلعه پلنگ‌آباد
قلعه پلنگ آباد مربوط به سدهٔ ۸ و ۹ هـ تا دوره قاجار است و در شهرستان کرج، بخش اشتهارد، روستای پلنگ آباد واقع شده و این اثر در تاریخ ۱۱ مهر ۱۳۸۳ با شمارهٔ ثبت ۱۱۱۳۷ به‌عنوان یکی از آثار ملی ایران به ثبت رسیده است.
مساحت قلعه پلنگ آباد به بیش از 800 کیلومتر مربع رسیده و  دارای 4 برج و ۱ دروازه ورودی در دیوار جبهه غربی بوده که امروزه ۳ برج از 4 برج آن و مقداری از دیوارهای حد فاصل این برج ها باقی مانده است. به غیر از خشت که مصالح اصلی به کار رفته در این قلعه محسوب می شود، از آجر، سنگ، گچ و چوب نیز در ساخت این قلعه استفاده شده است.